# Khalid Al-Hashemi
Khalid Mohamed Ahmed Hussain Al Attas Al Hashemi, meglio noto come Khalid Al-Hashemi (in arabo خالد الهاشمي‎?; Abu Dhabi, 18 marzo 1997), è un calciatore emiratino, difensore dell'Al-Ain e della nazionale emiratina.

## Carriera

### Club
Al-Hashemi inizia la sua carriera da giocatore nel settore giovanile del Baniyas. Nel gennaio 2017 fa il suo esordio da professionista, sempre con la maglia dell Baniyas, nella partita terminata per 1-1 contro l'Al-Ain, valida per la UAE Arabian Gulf League 2016-2017.
Nel giugno del 2023, Al-Hashemi, lascia la squadra dove era cresciuto calcisticamente per firmare un contratto di due anni con la squadra dell'Al-Ain.

### Nazionale
Nel maggio 2022 riceve la prima convocazione da parte della nazionale maggiore emiratina e realizza il suo esordio, in campo internazionale, giocando da titolare la partita amichevole contro il Gambia terminata per 1-1.
Nel gennaio 2023, Al-Hashemi viene incluso nella lista dei convocati della nazionale emiratina per la Coppa delle nazioni del Golfo 2023 in Iraq; senza però collezionare neanche un minuto in campo nei tre incontri disputati nella competizione.

## Palmarès
- AFC Champions League: 1

Al-Ain: 2023-2024